# Wentzinger-Gymnasium Freiburg

Wentzinger-Gymnasium

Das Wentzinger-Gymnasium ist ein allgemeinbildendes Gymnasium in der Stadt Freiburg im Breisgau. Neben einem naturwissenschaftlichen und einem sprachlichen Profil besitzt es auch als eine von 38 Schulen in Baden-Württemberg ein Musik-Profil und zusätzlich ein bilinguales Profil im Fach Französisch, das auf das Doppelabitur Abibac hinführt. Momentan werden im Wentzinger-Gymnasium rund 1000 Schüler unterrichtet, die größtenteils aus der Stadt Freiburg und dem Landkreis Breisgau-Hochschwarzwald stammen. Der Name des Gymnasiums bezieht sich auf den Freiburger Künstler und Ehrenbürger Johann Christian Wentzinger (1710–1797). Ab dem Schuljahr 2013/14 ist die Schule wieder zurückgekehrt zum neunjährigen Bildungsgang. G8-Züge werden gar nicht mehr angeboten. Das betrifft sämtliche Neuanmeldungen für die 5. Klassen.

## Geschichte und Lage

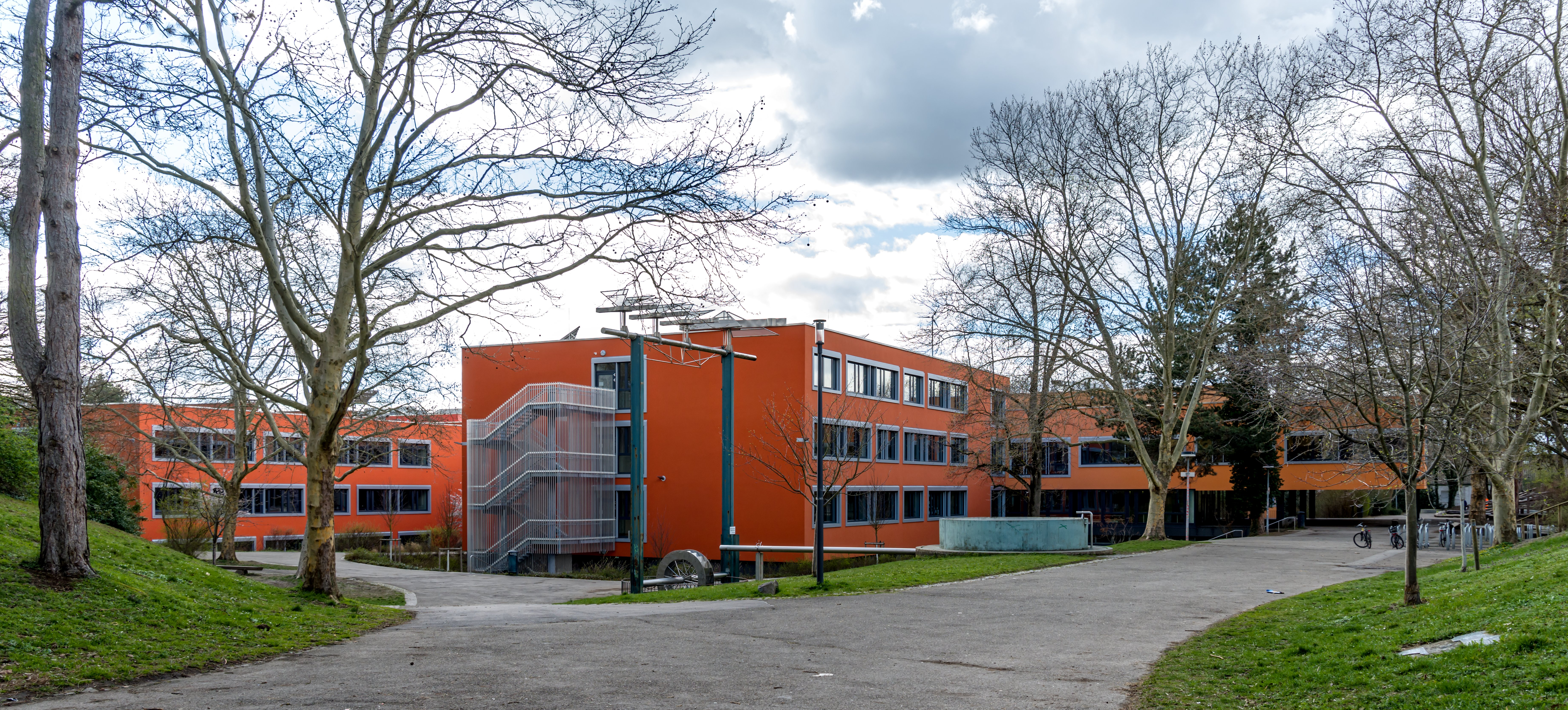
Wentzinger-Gymnasium Hauptzugang

1972 wurde der erste Bauabschnitt der jetzigen Wentzinger-Schule bezogen. Zwei Jahre später war der Gesamtkomplex fertiggestellt. Er umfasst das zweitgrößte Gymnasium und die größte Realschule in Freiburg. Die beiden Schulen arbeiten selbständig  und unter eigener Leitung. Sie benutzen jedoch die naturwissenschaftlichen, musischen und technischen Fachräume sowie die Sporthallen und die Freisportanlagen gemeinsam. Sie arbeiten in vielen Bereichen und bei vielen Entscheidungen kooperativ zusammen.
Das Gebäude liegt innerhalb eines öffentlich zugänglichen Naherholungsgebiets, auf welchem 1986 die Landesgartenschau von Baden-Württemberg stattfand. Im Südteil ist die Realschule, im Nordteil das Gymnasium untergebracht. Die Sporthallen, das Freisportgelände und das von den Schulen stark genutzte Westbad befinden sich in unmittelbarer Nähe. Ebenfalls im Gebäude befindet sich eine Zweigstelle der Stadtbücherei.
Gut ausgebaute Radwege führen in Richtung Landwasser, Lehen, Betzenhausen und Innenstadt. Nebenan befindet sich die Station Westbad des Fahrradverleihsystems Frelo. Schulbusse bzw. Linienbusse (Linie 10/36/7212/Tuniberg Express) gewährleisten eine Verbindung in alle westlichen Stadtteile, nach Umkirch, Hochdorf, Tuniberg und March. Wenige Gehminuten entfernt liegt außerdem die Haltestelle "Neue Messe" der Breisgau-S-Bahn. Mit dem Schuljahr 2013/2014 bietet das Wentzinger-Gymnasium als erstes öffentliches Gymnasium Freiburgs nach Einführung des Abiturs nach Klasse 12 wieder G9-Klassen an.
Zum Schuljahr 2021/22 übernahm Marianne Jöllenbeck die Leitung über die Schule, die von 1300 Schülerinnen und Schülern besucht wird.

## Organisation und Angebot
Das Wentzinger-Gymnasium bietet verschiedene Sprachen sowie ein musik- und ein naturwissenschaftliches Profil an. In der 5. Klasse hat man die Wahl zwischen Englisch und Französisch sowie Französisch bilingual als erste Fremdsprache. Auch das Musikprofil ist ab der 5. Klasse wählbar. In der 6. Klasse folgt die Wahl der zweiten Fremdsprache: Schüler mit Englisch als erster Fremdsprache haben die Wahl zwischen Französisch und Latein als zweite Fremdsprache. Schüler mit Französisch oder Französisch bilingual als erster Fremdsprache müssen Englisch als zweite Fremdsprache wählen.
Ab der 9. Klasse müssen die Schüler ein angebotenes Profil wählen. Das sprachliche Profil bietet Spanisch als dritte Fremdsprache an. Im naturwissenschaftlichen Profil besuchen Schüler das Fach Naturwissenschaft und Technik (NWT). Es ist außerdem möglich, Musik als Profilfach zu wählen, sofern man bereits in der Unterstufe im Musikprofil war oder eine besondere musikalische Begabung nachweisen kann. Die genannten Fächer gelten als Hauptfächer und werden vierstündig unterrichtet.
Ab der Oberstufe können sich die Schüler ihre Hauptfächer gemäß den Baden-Württembergischen Vorschriften selbst zusammenstellen.
Das Wentzinger-Gymnasium arbeitet am Freiburg Seminar für Mathematik und Naturwissenschaften mit.

## Musikprofil
Das Wentzinger Gymnasium bietet musikalisch interessierten Kindern an, einen besonderen Bildungsgang mit verstärktem Musikunterricht zu besuchen. Der Musikunterricht in den Musikklassen soll in erster Linie Freude und Interesse an Musik wecken und zum Verständnis der Musik in ihren vielfältigen Erscheinungsformen anleiten – sowohl im praktischen Umgang (Singen, Instrumentalspiel, Improvisation, Bewegung u. a.) als auch in der Begegnung mit der Musik verschiedener Epochen und Kulturen. Ein kontinuierlicher musiktheoretischer Lehrgang tritt ergänzend hinzu. Neben dem Unterricht in der Klasse steht den Schülern die Teilnahme an den Arbeitsgemeinschaften offen (derzeit Chor, Orchester, Bigband, Rhythmik). Das Erlernen eines Instruments ist erwünscht, aber keine Bedingung für den Besuch des Musikzuges.
In den Klassen 5 bis 7 sind drei bzw. vier Stunden Musik pro Woche vorgesehen, wobei musisch kreative Projekte ergänzend hinzutreten. In den Klassen 8 bis 10 ist Musik Profilfach und damit reguläres Kernfach (wie z. B. eine dritte Fremdsprache). In der Oberstufe ist es schließlich möglich, sich mit einem Profilkurs Musik für das Abitur zu qualifizieren.

## Bekannte Schüler
- Ekkehard Stärk (1958–2001), Altphilologe